# کیوان زند
کیوان زند (انگلیسی: Kayvon Zand) مدل، موسیقی‌دان، هنرپیشه، و خواننده اهل ایالات متحده آمریکا است. او به خاطر اجراها و مهمانی‌های غیرمعمولش در زندگی شبانه نیویورک شناخته می‌شود.
او در فصل دهم امریکاز گات تلنت شرکت کرد و تا مرحله Judge Cuts رسید. از داوران به جز هاوی ماندل نظرات منفی گرفت، در آخر با چهار ضربدر قرمز حذف شد.

## پیش زمینه
او در آمریکا و با والدین ایرانی به دنیا آمد. مادرش تابنده زند، پی‌اچ‌دی و پدرش زندی نام دارند. او در ویلمینگتون در کارولینای شمالی به دنیا آمده‌است. در دوران مدرسه او را با نام کوین زند می‌شناختند. مادرش او را به تنهایی بزرگ کرده و زبان فارسی را پیش از انگلیسی به او آموخته‌است.

## زندگی شخصی
زند با شریک زندگی‌اش، آنا زند، که با مدت زیادی با او در ارتباط است، ازدواج کرده‌است. آنها سه فرزند با نام‌های زارا ، اصلان و اطلس دارند.

## فیلم شناسی
- hope and a little sugar[۵][۶]
- vamp bikers[۶]

## ترانه‌شناسی
آلبوم ها
| نام               | تاریخ انتشار |
| ----------------- | ------------ |
| just give it away | ۱۳۹۳         |

تک‌آهنگ‌ها
| نام              | تاریخ انتشار     |
| ---------------- | ---------------- |
| خونه             | ۳۰ فروردین ۱۳۹۳  |
| برای همیشه با هم | ۲۹ تیر ۱۳۹۳      |
| Love Commotion   | ۳۰ خرداد ۱۳۹۵    |
| آینه             | ۱۰ دی ۱۴۰۰       |
| موزیک همه چیز    | ۱۵ اردیبهشت ۱۴۰۱ |
| ترس              | ۳۰ تیر ۱۴۰۱      |